# (74500) 1999 CQ146
(74500) 1999 CQ146 – planetoida z pasa głównego asteroid okrążająca Słońce w ciągu 5,5 lat w średniej odległości 3,12 j.a. Odkryta 9 lutego 1999 roku.